# Pavle Marčinković
Pavle Marčinković (Zara, 6 maggio 1989) è un cestista croato.
Alto 197 cm, gioca come ala.

## Palmarès
- Campionato croato: 3

Zadar: 2007-08
Cibona Zagabria: 2011-12, 2012-13
- Coppa di Croazia: 1

Cibona Zagabria: 2013